# مارسلو سوسا
مارسلو سوسا (انگلیسی: Marcelo Sosa؛ زادهٔ ۲ ژوئن ۱۹۷۸) بازیکن سابق فوتبال اهل اروگوئه است که در پست هافبک دفاعی بازی می‌کرد.
وی همچنین در تیم ملی فوتبال اروگوئه بازی کرده‌است.